# Gutmühle
Gutmühle ist ein Ortsteil der Gemeinde Neunkirchen-Seelscheid im nordrhein-westfälischen Rhein-Sieg-Kreis.

## Geographische Lage
Gutmühle liegt im Bergischen Land rund 1 km südöstlich von Seelscheid, dem nördlichen Hauptort von Neunkirchen-Seelscheid. Es befindet sich im Naturpark Bergisches Land oberhalb der Einmündung des kleinen Schwitzelsbachs in den südöstlich den Weiler passierenden Wahnbach. Dort verläuft auch die Landesstraße 189.

## Klima
Durch die Lage in einer Mulde bildet sich in klaren, windstillen Nächten ein Kaltluftsee, weshalb die Temperatur in Gutmühle insbesondere bei einer Inversionswetterlage etwa 3 bis 4 Grad niedriger liegt als z. B. in Seelscheid. Im Februar 2012 wurden −19 Grad Celsius gemessen und im März 2013 −14 Grad.

## Geschichte
Erstmals erwähnt wurde Gutmühle 1461 bei der Stiftung eines Jahrgedächtnisses. Gertrud von der Guder Moelen wollte dieses im Kloster Bödingen abgehalten haben. 1582 erbaut der Gutmühlenbauer Braun oberhalb am Wahnbach die Steinermühle.
1830 hatte Gutmühlerhof eine Mühle und 47 Einwohner. 1845 hatte der Hof 54 katholische Einwohner in neun Häusern. 1888 gab es 40 Bewohner in zwölf Häusern.
1910 wohnten hier die Familien Zimmerer Hubert Bonrath, Ackerer Peter Fielenbach, Ackerin Witwe Peter Kurtenbach, Schuster Wilhelm Schmitz, Ackerer Wimar Schmitz, Ackerer Heinrich Stommel und Müller Heinrich Stommel.
Die Siedlung gehörte bis 1969 zur Gemeinde Seelscheid.

## Dorfleben
Besonders sehenswert sind die zahlreichen historischen Fachwerkhäuser in ihrem ursprünglichen Zustand sowie die Gaststätte Auszeit in Gut Mühle aus dem 15. Jahrhundert, die in das Verzeichnis Die 100 schönsten Landgasthöfe in Deutschland aufgenommen wurde.